# Amphisbaena gonavensis
Espèce
Synonymes
- Amphisbaena innocens gonavensis Gans & Alexander, 1962

Amphisbaena gonavensis est une espèce d'amphisbènes de la famille des Amphisbaenidae.

## Répartition
Cette espèce est endémique d'Haïti. Elle se rencontre sur l'île de la Gonâve.

## Étymologie
Son nom d'espèce, composé de gonav et du suffixe latin -ensis, « qui vit dans, qui habite », lui a été donné en référence au lieu de sa découverte, l'île de la Gonâve.

## Publication originale
- Gans & Alexander, 1962 : Studies on amphisbaenids (Amphisbaenia, Reptilia). 2. On the amphisbaenids of the Antilles. Bulletin of the Museum of Comparative Zoology, vol. 128, no 3, p. 65-158 (texte intégral).